# 지방도 제865호선
지방도 제865호선은 전라남도 광양시 광양읍 초남리에서 구례군 토지면 내동리 피아골을 잇는 전라남도의 지방도이다.
1984년에는 노선명이 '하포 ~ 토지선'이었으며 1995년 12월 8일 '초남 ~ 토지선'으로 변경했다. 2003년 3월 27일 다시 '광양 ~ 토지선'으로 변경했다.

## 연혁
- 1984년 9월 18일 : 도로 확포장공사를 위해 광양군 골약면 황길리 ~ 구례군 토지면 내동리 55.801km 구간 도로구역 변경[1]
- 1985년 12월 23일 : 기점을 '광양군 골약면 황길리', 종점을 '구례군 토지면 내동리'로 명시하고 도로개량이 완료된 광양군 봉강면 조령리 6.1km 구간 도로예정지 해제[2]
- 1986년 3월 18일 : 도로 확포장공사를 위해 구례군 토지면 외곡리 ~ 내동리 7.47km 구간 도로구역 변경[3]
- 1987년 1월 22일 : 광양군 광양읍 죽산리 ~ 봉강면 봉당리 6.1km 구간과 구례군 토지면 외곡리 ~ 내동리 7.5km 구간 도로예정지 해제[4]
- 1988년 1월 4일 : 1988년 11월까지 도로 확포장 공사를 위해 광양군 봉강면 봉당리 ~ 조령리 7.953km 구간 도로구역 결정[5]
- 1989년 1월 6일 : 담양군 고서면 원강리 ~ 동운리 2.9km 구간 도로예정지 해제[6]
- 1989년 5월 13일 : 1989년 12월까지 광양군 광양읍 용강리 ~ 초남리 3.18km 구간과 진도군 임회면 석교리 ~ 지산면 인지리 3.42km 구간, 구례군 문척면 월전리 ~ 간전면 금정리 4.08km 확포장공사 계획을 공고[7]
- 1990년 1월 13일 : 광양군 광양읍 용강리 ~ 봉강면 조녕리 17.556km 구간과 구례군 간전면 간문리 ~ 토지면 내동리 12.107km 구간 도로예정지 해제[8]
- 1990년 4월 16일 : 1991년 3월까지 광양 ~ 황길간 도로(광양군 광양읍 초남리 ~ 동광양시 황금동) 2.84km 구간 확포장공사 계획을 공고[9]
- 1991년 1월 10일 : 광양군 광양읍 초남리 ~ 동광양시 황금동 2.84km 구간 도로예정지 해제[10]
- 1995년 12월 8일 : 기점을 기존 동광양시 황길동에서 '광양군 광양읍 초남리'로 단축함. 이에 따라 노선명을 '하포 ~ 토지선'에서 '초남 ~ 토지선'으로 변경하고 총 연장 55.2km가 됨.[11]
- 1998년 3월 14일 : 2006년 12월까지 구례 ~ 광양간 도로(구례군 간전면 효곡리 ~ 광양시 봉강면 조령리) 확포장공사를 위해 14.25km 구간 도로구역 변경[12][13]
- 2000년 2월 11일 : 2006년 1월까지 초남 ~ 석정간 도로(광양시 광양읍 용강리 ~ 초남리) 확포장공사를 위해 3.94km 구간 도로구역 변경[14]
- 2001년 3월 27일 : 2001년 9월까지 구례수해복구(구례군 토지면 외곡리) 공사를 위해 140m 구간 도로구역 변경[15]
- 2003년 3월 27일 : 기존 지방도 노선을 폐지하고 새로 지정. 이 때 노선명을 '초남 ~ 토지선'에서 '광양 ~ 토지선'으로 변경하고 총 연장이 55.41km가 됨.[16]
- 2005년 7월 5일 : 2009년 12월까지 간전지구(구례군 간전면 수평리, 구례군 광의면 방광리) 개량공사를 위해 3.303km 구간 도로구역 변경[17]
- 2007년 4월 20일 : 2011년 12월까지 광양 봉광지구(광양시 봉강면 부저리 ~ 구서리) 개량공사를 위해 2.35km 구간을 1.97km로 도로구역 변경[18]
- 2008년 4월 18일 : 2010년 12월까지 광양 봉강지구(광양시 봉강면 부저리 ~ 구서리) 개량공사를 위해 1.97km 구간 도로구역 변경[19]
- 2008년 10월 2일 : 구례 ~ 광양간 도로 확포장공사 기간을 2009년 12월까지로 연기[20]
- 2009년 11월 20일 : 구례 ~ 광양간 도로(구례군 간전면 삼산리 ~ 광양시 봉강면 조령리) 17.9km 구간 확장 개통[21]
- 2010년 7월 13일 : 2011년 2월까지 구례 평도지구(구례군 토지면 내동리 ~ 외곡리) 개량공사를 위해 600m 구간 도로구역 변경[22]
- 2011년 9월 20일 : 광양 봉강지구 개량공사 기간을 2011년 12월까지로 연기[23]
- 2012년 7월 7일 : 광양 봉강지구(광양시 봉강면 부저리 ~ 구서리) 1.65km 구간 개통[24], 기존 2.3km 구간 폐지[25]
- 2015년 9월 3일 : 2020년 9월까지 광양 ~ 봉강간 도로(광양시 봉강면 석사리) 확포장공사를 위해 회전교차로 구간 도로구역 변경[26], 봉강 위험도로(광양시 광양읍 구산리 ~ 봉강면 부저리) 개량공사를 위해 2.98km 구간 도로구역 변경[27]
- 2020년 12월 15일 : 봉강 위험도로(광양시 광양읍 구산리 ~ 봉강면 부저리) 2.99km 구간 개량 개통, 기존 광양시 봉강면 지곡리 ~ 봉당리 총 260m 구간 폐지[28]

## 주요 경유지
- 광양시
  - 광양읍 초남공단 - 초남역 - 현월 교차로 - 가장골 교차로 - 양동 교차로 - 외동 교차로 - 광양경찰서 - 경찰서앞 교차로 - 광양 나들목 - 인동 나들목 - 우시장사거리 - 시계탑사거리 - 옥성중앙로사거리 - 여고앞사거리 - (회전 교차로) - 광양만권경제자유구역청 - 구산리
  - 봉강면 지곡리 - 봉당리 - 부저리 - 구서리 - 조령리 - 신촌 교차로 - 신룡리 - 봉강터널(1,890m)

- 순천시
  - 서면 봉강터널(1,890m) - 심원 교차로 - 황전터널(800m)
  - 황전면 황전터널(800m) - 황전 교차로 - 덕림리

- 구례군
  - 간전면 금산리 - 효곡 교차로 - 효곡저수지 - 효곡리 - 수내 교차로 - 수내리 - 간문리 - 간문초등학교 - 대평마을 교차로 - 섬진강어류생태관 - 간전교
  - 토지면 간전교 - 동방천삼거리 - 구례동중학교 - 송정리 - 외곡삼거리 - 외곡리 - 내동보건진료소 - 연곡사 - 피아골

## 도로명
- 광양시 광양읍 초남공단 ~ 경찰서앞 교차로 : 제철로
- 광양시 광양읍 경찰서앞 교차로 ~ 우시장사거리 : 백운로
- 광양시 광양읍 우시장사거리 ~ 옥성중앙로사거리 : 매천로
- 광양시 광양읍 옥성중앙로사거리 ~ 여고앞사거리 : 희양현로
- 광양시 광양읍 여고앞사거리 ~ 지곡교 남단 : 인덕로
- 광양시 광양읍 지곡교 남단 ~ 봉강면 신촌 교차로 : 성불로
- 광양시 봉강면 신촌 교차로 ~ 구례군 간전면 효곡 교차로 : 황현로
- 구례군 간전면 효곡 교차로 ~ 토지면 동방천삼거리 : 간전중앙로
- 구례군 토지면 동방천삼거리 ~ 외곡삼거리 : 섬진강대로
- 구례군 토지면 외곡삼거리 ~ 피아골 : 피아골로

## 중복 구간
- 광양시 광양읍 경찰서앞 교차로 ~ 우시장사거리 : 국도 제2호선, 국가지원지방도 제58호선과 중복
- 광양시 광양읍 우시장사거리 ~ 여고앞사거리 : 지방도 제840호선과 중복
- 광양시 광양읍 덕례사거리 ~ 봉강면 조령리 : 지방도 제863호선과 중복
- 순천시 서면 심원 교차로 ~ 황전 교차로 : 지방도 제840호선과 중복
- 구례군 토지면 동방천삼거리 ~ 외곡삼거리 : 국도 제19호선과 중복